# IBM 5250

5250-Bildschirm – OS/400-Hauptmenü

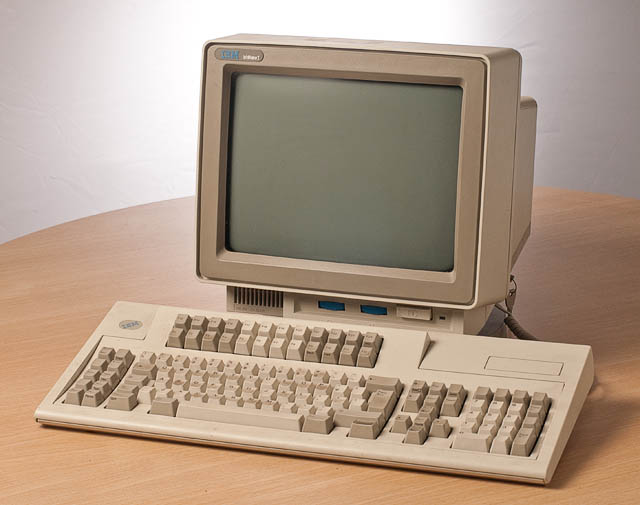
IBM 3486 Terminal

IBM 5250 war ursprünglich eine Bezeichnung für eine Serie von Terminal-Geräten, die mit den Minicomputern IBM System/3, System/32 und System/34 ausgeliefert wurden. Später verwendete man sie ebenfalls für Rechner der Art System/36, System/38 und für die  AS/400. Neben der Hardware bezeichnet 5250 auch das Protokoll, das zur Übertragung der Daten bei diesem Terminal verwendet wird.

## Grundlegendes
Ähnlich wie bei IBM 3270 handelt es sich um ein blockorientiertes Terminalprotokoll. Der 5250-Datenstrom sendet spezielle Auszeichnungselemente als Byte-Informationen, durch die beispielsweise die Grenzen von Eingabefeldern und farbig hervorgehobene Bereiche festgelegt sind. Auch ein Status, ob das System gerade mit einer Anfrage beschäftigt ist, wird mitgegeben. Im Lauf der Zeit wurde die 5250-Definition erweitert, sodass mittlerweile Standard-GUI-Elemente wie Checkboxen, Kontextmenüs oder die Behandlung von Mausereignissen zur Verfügung stehen.
Hardware-5250-Terminals nehmen Verbindungen zum Host-Computer über Twinax-Kabel auf. Diese Verbindungsart ist allerdings selten geworden, da heutzutage eine Vielzahl von PC- und webbasierten Emulationsprogrammen zur Verfügungen steht, die in der Lage sind, den Datenstrom zu interpretieren. Einige Emulationspakete wie IBM iSeries Access bieten neben der eigentlichen Darstellung viele zusätzliche Funktionen wie zum Beispiel eine vollständige grafische Systemadministration, Unterstützung für Dateitransfervorgänge, Makros, Client-Server-Datenbankzugriffe oder eine Druckeremulation.

## Telnet 5250
Unter Telnet 5250 (TN5250) versteht man das Übertragen eines 5250-Datenstrom mit Hilfe des Telnet-Protokolls. Ebenfalls wird die dafür eingesetzte Software als TN5250 bezeichnet. Der Emulator kann hierbei über das TCP/IP-Protokoll anstelle von SNA betrieben werden. ASCII-Telnet-Clients (wie xterm oder das mit MS Windows mitgelieferte telnet.exe) lassen sich wegen des grundsätzlich unterschiedlichen Aufbaus nicht als Ersatz für TN5250-Clients verwenden.
Bekannte TN5250-Clients
- Host Explorer (Hummingbird)
- Rogue Wave HostAccess (Rogue Wave)
- Quick3270 (DN-Computing)
- MochaSoft TN5250 (MochaSoft)
- Reflection (WRQ)
- System i Access
- TN3270 Plus (SDI)
- TN5250 – freier und quelloffener 5250-Terminal- und Drucker-Emulator
- TN5250J – 5250-Client-Implementation geschrieben in Java
- xtn5250 – freier und quelloffener 5250-Terminal-Emulator geschrieben in Java
- z/Scope Express 5250 (Cybele Software)